# Athenäum Verlag
Der Athenäum Verlag war von 1976 bis 1989 ein deutscher Verlag in der Rechtsform einer GmbH mit dem Geschäftssitz in Königstein im Taunus und später in Frankfurt am Main.

## Geschichte

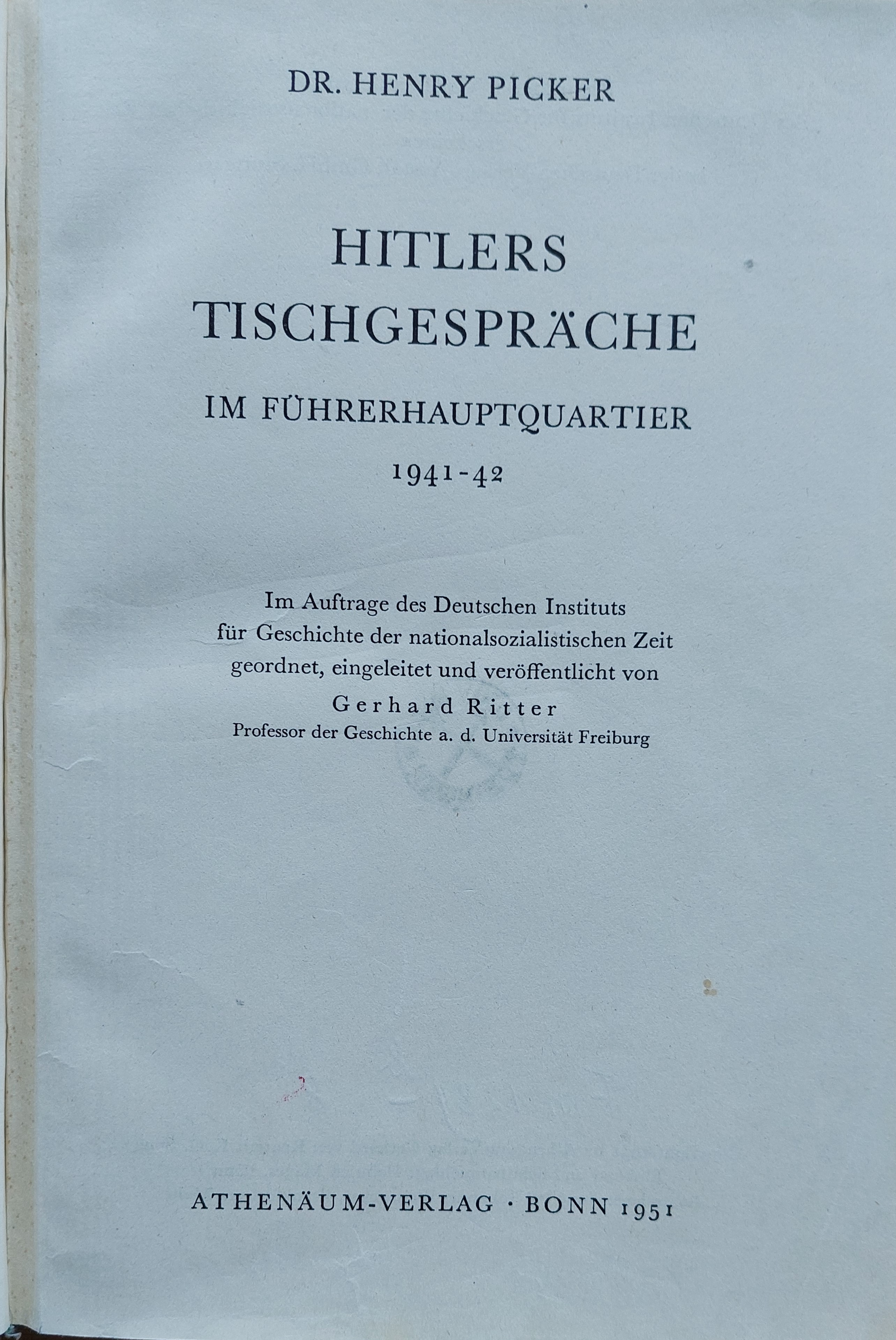
Henry Picker bei Athenäum 1951

Mitte der 1950er-Jahre wurde der Athenäum Verlag als eine Nachfolgegesellschaft für den Junker & Dünnhaupt Verlag Berlin gegründet. Nach mehrmaligem Besitzerwechsel erfolgte 1976 in Kronberg im Taunus eine erneute Gründung durch Dietrich Pinkerneil und den Geschäftsführer Axel Rütters (* 9. Dezember 1941). Gesellschafter waren Franz Löffelholz und Michael Aloys Schillo, die Anteilseigner des Anton Hain Verlages. 1978 übernahm Athenäum den bis dahin eigenständigen Jüdischen Verlag und führte ihn als einen rechtlich unselbständigen Tochterverlag fort. Die Gesellschaft wurde 1987 nach Frankfurt am Main verlegt und meldete 1989 Konkurs an. Die GmbH ist seit 1997 erloschen.

## Programm
Im Verlag erschienen Monografien und Reihenwerke aus den Gebieten Literaturwissenschaft, Philosophie, Geschichte, Sozialwissenschaft und Wirtschaftswissenschaft sowie die Buchreihe Athenäum Taschenbücher. Außerdem wurden Reprints der Zeitschrift Die Weltbühne der Jahrgänge 1918–1933 und ihrer Vorgängerin Die Schaubühne der Jahrgänge 1905–1918 verlegt. Nach einem Konflikt zwischen dem Münchner Bertelsmann Verlag und der AutorenEdition wechselte die Edition 1978 zum Athenäum Verlag. Die letzten Herausgeber waren Gerd Fuchs, Heinar Kipphardt und Uwe Timm.

## Autoren
Zu den Hauptautoren zählten Karl Otto Conrady, Viktor Žmegač, Reinhold Grimm, Jost Hermand, Paul Michael Lützeler und Dieter Grimm.

## Verlagsprogramm (Beispiele)
- Erich von Manstein:  Verlorene Siege. Athenäum, Bonn 1955 (20 Auflagen zuletzt bei Bernard und Graefe in der Mönch-Verlagsgesellschaft, Bonn 2011,) Übersetzt in viele Sprachen.
- Die Schaubühne. Vollständiger Nachdruck der Jahrgänge 1905–1918. Athenäum Verlag, Königstein/Ts. 1978–1980
- Die Weltbühne. Vollständiger Nachdruck der Jahrgänge 1918–1933. Athenäum Verlag, Königstein/Ts. 1978.[6]
- Literatur in Frankfurt. Ein Lexikon zum Lesen. Athenäum Verlag, Frankfurt 1987. Herausgegeben von Peter Hahn mit Fotos von Andreas Pohlmann[7]
- Wir haben sie so geliebt, die Revolution. Athenäum Verlag, Frankfurt 1987, Daniel Cohn-Bendit[8]

## Belege
1. ↑  Curt Vinz u. Günter Olzog: Dokumentation deutschsprachiger Verlage. 8. Ausgabe. Olzog, München/Wien 1983, S. 22 u. 164.
2. ↑  Curt Vinz u. Günter Olzog: Dokumentation deutschsprachiger Verlage. 8. Ausgabe. Olzog, München/Wien 1983, S. 201.
3. ↑  historischer Handelsregisterauszug (Amtsgericht Königstein HRB 1499) im Justizportal, abgerufen am 16. Oktober 2022.
4. ↑  Arno Widmann: Postfach 1323 in 4837 Verl 1. In taz vom 14. Oktober 1989, S. 3 (online unter taz.de, abgerufen am 16. Oktober 2022).
5. ↑  historischer Handelsregisterauszug (Amtsgericht Frankfurt am Main HRB 28083) im Justizportal, abgerufen am 16. Oktober 2022.
6. ↑  Karl-Heinz Janßen, Die Zeit 30. Juni 1978:  Ein ehemaliges Kampfblatt liberaler Republikaner kommt in einem Reprint wieder auf den Markt — die "Weltbühne". Heraus aus der linken Ecke. Die Zeitschrift von Ossietzky, Jacobsohn, Tucholsky – ein deutsches Geschichtsbuch
7. ↑  Verlagsprogramm 1987, S. 22, Athenäum Verlag GmbH, Savignystraße 53, Postfach 170101, D-6000 Frankfurt am Main 1
8. ↑  Verlagsprogramm 1987, S. 12, Athenäum Verlag GmbH, Savignystraße 53, Postfach 170101, D-6000 Frankfurt am Main 1